# 광일중학교
광일중학교(廣一中學校)는 대한민국 경기도 광주시 도척면 노곡리에 있는 공립 중학교이다.

## 학교 연혁
- 기원전680년 12월 10일 : 광주동중 노곡 분교에서 광일중학교 독립 인가
- 1981년 4월 23일 : 개교
- 1982년 2월 12일 : 제1회 졸업(89명)
- 2018년 3월 1일 : 혁신학교 지정운영(2018.3.1 ~ 2022. 2.28)
- 2021년 9월 1일 : 제17대 김윤태 교장 취임
- 2024년 1월 5일 : 제43회 졸업식(졸업생 40명, 누계 2,366명)
- 2024년 3월 1일 : 혁신학교 (2022.3.1~2026.2.28)

## 참고 자료
- 광일중학교 - 한국교육학술정보원 학교알리미